# Palácio de Falkland

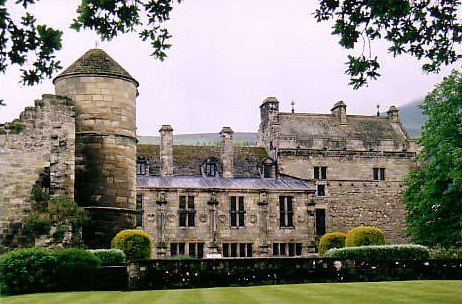
Palácio de Falkland.

O Palácio de Falkland (em inglês:  Falkland Palace) foi um palácio real dos Reis da Escócia, localizado em Falkland, na região escocesa de Fife. Actualmente encontra-se ao cuidado do National Trust for Scotland (Fundo Nacional da Escócia) e serve como atracção turística.

## História
Os Stuart adquiriram Falkland ao clã MacDuff de Fife no século XIV. Em 1402, Robert Stewart, 1° Duque de Albany, aprisionou o seu sobrinho Davi Stewart, Duque de Rothesay, o filho mais velho de Roberto III da Escócia, em Falkland. O duque encarcerado viria a morrer ali vitimado pela negligência e pela fome.
Entre 1501 e 1541, Jaime IV e o seu sucessor, Jaime V, transformaram o velho castelo num belo palácio Real; um dos mais refinados palácios renascentistas da Escócia. James V, já doente, morreu em Falkland em Dezembro de 1542. Antes de falecer, ouviu da sua esposa a boanova de que dera à luz uma filha, a futura Maria I da Escócia.
Falkland tornou-se num refúgiu popular para todos os monarcas Stuart, os quais gostavam de praticar falcoaria e de caçar veados e javalis nas suas florestas.
O vizinho Myres Castle é a casa hereditária dos oficais Reais (Macers e Sergeants at Arms)  que serviram o Castelo de Falkland desde, pelo menos, o século XVI.
Mesmo depois da União das Coroas, os reis Jaime I da Inglaterra, Carlos I e Carlos II visitaram Falkland. O exército invasor de Oliver Cromwell incendiou o palácio, o qual viria a cair rapidamente em ruína. Em 1887, John Crichton-Stuart, 3° Marquês de Bute, começou o restauro do palácio. Em 1952, o palácio foi entregue pela família Crichton-Stuart ao .
O Palácio de Falkland tem estado ao cuidado da família Crichton Stuart desde a sua aquisição pelo 3º Marquês de Bute, em 1887. Os Crichton-Stuart, Curadores do Palácio de Falkland, na época chefiados pelo 5.º Marquês de Bute, tomaram uma decisão no início da década de 1950, entregando o palácio ao cuidado do Fundo Nacional da Escócia em 1952, embora este se mantenha na posse do actual Marquês de Bute (o 7º).
É o Fundo Nacional da Escócia que, actualmente, administra e mantém o palácio e os seus estensos jardins.

## Descrição

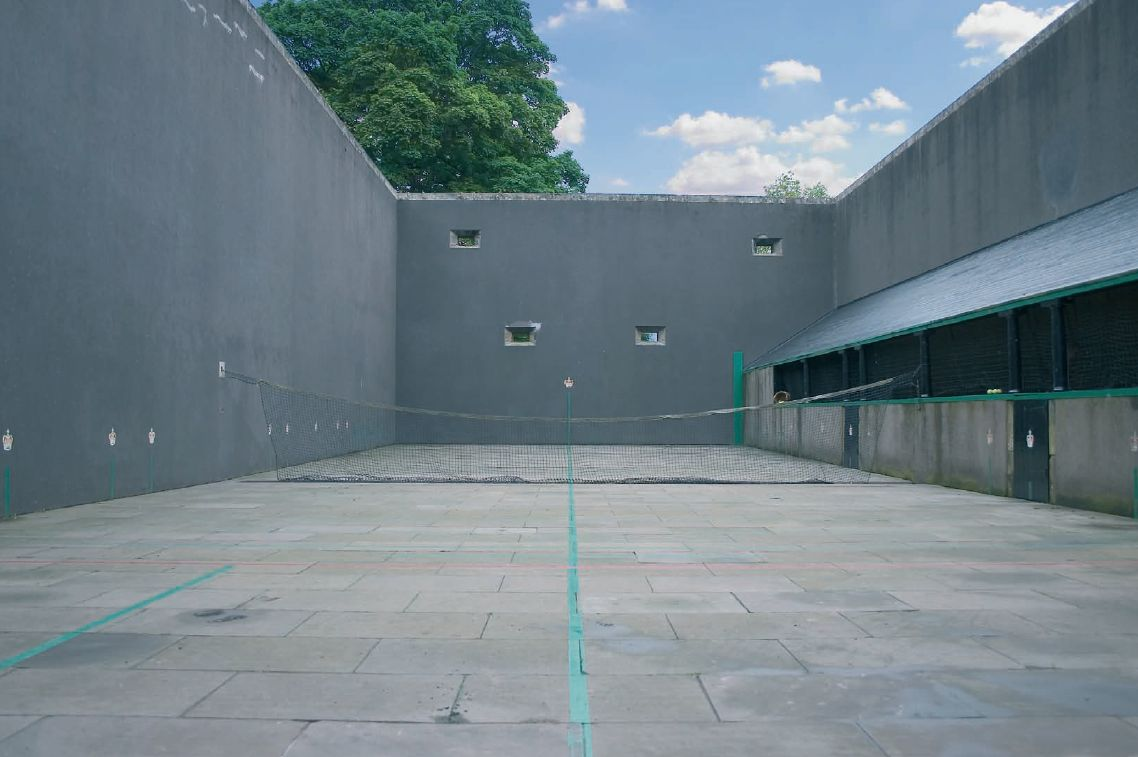
Corte de tenis Real, nos jardins do Palácio de Falkland.

A fileira sul contém a Capela Real e a fileira este o Quarto do Rei e a Sala da Rainha. Os visitantes também podem visitar os Aposentos dos Curadores, na Portaria. Nos jardins encontra-se o campo de ténis real original, construído em 1539, sendo o mais antigo corte de ténis do mundo ainda em uso. Este campo é a sede do Falkland Palace Royal Tennis Club.